# كارول روبين
كارول روبين (بالإنجليزية: Carol Rubin)‏ هي منتجة أفلام أمريكية، ولدت في 28 مارس 1945، وتوفيت في 3 نوفمبر 2001.

## وصلات خارجية
- كارول روبين على موقع IMDb (الإنجليزية)
- كارول روبين على موقع أول موفي (الإنجليزية)
- كارول روبين على موقع قاعدة بيانات الفيلم (الإنجليزية)